# Monumento conmorativo a John Paul Jones
El Monumento conmorativo a John Paul Jones Memorial (en inglés, John Paul Jones Memorial) es un monumento en West Potomac Park en Washington D. C. (Estados Unidos). El monumento honra a John Paul Jones, el primer héroe de guerra naval de los Estados Unidos, padre de la Armada, el único oficial naval que recibió una Medalla de Oro del Congreso durante la Guerra de Independencia, y cuya famosa cita "¡Todavía no he comenzado a luchar!" fue pronunciado durante la Batalla de Flamborough Head.

## Historia
Dedicado el 17 de abril de 1912, fue el primer monumento levantado en el parque Potomac. Está ubicado cerca del National Mall en el sitio donde termina la 17th Street Southwest cerca de Independence Avenue en la orilla norte de Tidal Basin. En un marcador cercano hay un bosquejo biográfico de John Paul Jones y la historia y las características del monumento.
El monumento consta de una estatua de bronce de 3 m que fue esculpida por Charles H. Niehaus y un pilón de mármol de 4,6 m. A cada lado del monumento el agua sale de unos conductos hacia una pequeña piscina. En el reverso del monumento hay un bajorrelieve de Jones izando la bandera de los Estados Unidos en su barco, el Bonhomme Richard. Se cree que esa fue la primera vez que la bandera de los Estados Unidos ondeó en un buque de guerra estadounidense.
La estatua figura en el Registro Nacional de Lugares Históricos como parte del grupo Estatuario de la Revolución Estadounidense en Washington D. C.